# Herminamező
A Herminamező Budapest XIV. kerületének egyik városrésze.

## Fekvése
- Határai: Teleki Blanka utca a MÁV Budapest–Szob-vasútvonaltól – Nagy Lajos király útja – Thököly út – Hermina út – Kacsóh Pongrác út – Hungária körút – a MÁV váci vonala a Teleki Blanka utcáig.

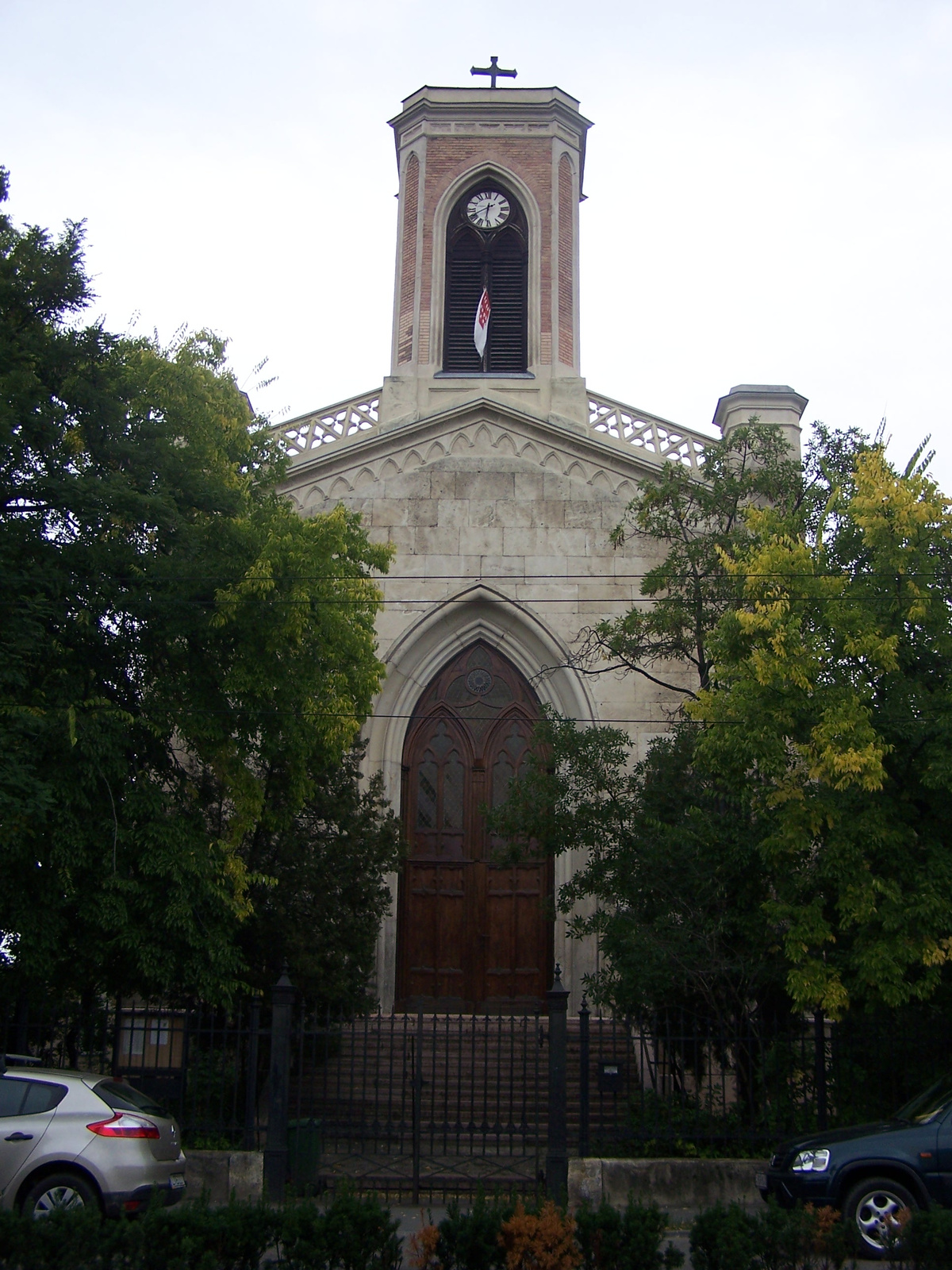
A Hermina-kápolna

## Története
A terület névadója Hermina Amália főhercegnő (1817–1842), József nádor leánya, aki apáca lett, és egy prágai kolostor főapátnőjeként fiatalon hunyt el. Hermina főhercegnő jótékonyságáról volt közismert. 1842-ben itt kezdték József nádor elhunyt leánya tiszteletére a Hermina-kápolna építését, amelyet 1856-ban szentelt Scitovszky János esztergomi érsek.